# Liste de frameworks Java
Parmi les principaux frameworks Java on compte :
- Apache Lucene — de la fondation Apache Software ;
- Apache Struts — de la fondation Apache Software ;
- Apache Tapestry — de la fondation Apache Software ;
- Google Guava ;
- Hadoop — de la fondation Apache Software ;
- Hibernate ;
- JavaFX ;
- JavaServer Faces ;
- JUnit — pour les tests unitaires ;
- Leonardi - de la société W4 (GPL) ;
- Modular Audio Recognition Framework - open-source du MARF Research and Development Group ;
- Nuxeo - Framework open source dédié principalement à la gestion de contenus ;
- Play framework - Framework open source (licence Apache) développé par la société Zenexity ;
- Qt Jambi - Framework permettant de faire des interfaces Qt en Java ;
- Spring ;
- WaveMaker (en) - Framework open source (Licence Apache) de la société VMware ;
- Zerocouplage - Framework permettant de développer des applications web, des applications mobiles et/ou ordinateurs de bureau à partir d’une unique couche métier indépendante de la couche présentation.